# Беннетт, Джордж (натуралист)
Джордж Беннетт (англ. George Bennett; 31 января 1804, Плимут, Девон — 29 сентября 1893, Сидней) — австралийский врач и натуралист британского происхождения. В его честь получил своё название древесный кенгуру Беннетта.

## Биография
Джордж Беннетт родился в 1804 году в портовом городе Плимут, Англия. В возрасте 15 лет он окончил школу, после чего посетил Цейлон. По возвращении изучал медицину, сперва в Плимуте, а затем и в Лондоне. К 1828 году Беннетт стал дипломированным врачом.
В следующем году молодой врач устроился судовым хирургом на один из британских кораблей, отплывающих в Сидней. Австралия произвела на него красотой и первозданностью своей нетронутой природы сильное впечатление. Вернувшись ненадолго в Плимут, Беннетт в 1832 году снова отправился в морское путешествие, которое на этот раз продлилось два года, в ходе которого посетил Австралию, Индонезию, Сингапур и Китай, а по возвращении на родину опубликовал внушительный двухтомный отчёт о своих приключениях. В следующем, 1835 году, в «Трудах Лондонского зоологического общества» была опубликована статья Беннетта об утконосе — одна из первых серьёзных научных работ на этот счёт.
В 1836 году Беннетт, которому к тому моменту было только 32 года, окончательно перебрался в Австралию, где начал вести в Сиднее коммерчески успешную частную врачебную практику, а оставшееся время посвящал обязанностям научного секретаря только что созданного Австралийского музея. В музее он составил каталог экспонатов, относящихся к естественной истории (геологии, зоологи, палеонтологии и так далее), который был опубликован отдельной книгой в 1837 году. Кроме того, Беннетт поддерживал обширную переписку с ведущими учёными своего времени, в том числе, с Чарльзом Дарвином и сэром Ричардом Оуэном.
Помимо кенгуру Беннетта (Dendrolagus bennettianus), фамилия исследователя содержится в научных названиях карликового казуара (казуар-мурук, Casuarius bennettii) и ещё по меньшей мере двух таксонов.
Статьи Беннетта нередко публиковались в ведущих научных журналах («The Lancet», «The Medical Gazette», «The Journal of Botany», «Loudon's Magazine of Natural History» и других). О разнообразии его интересов можно судить по тому факту, что в 1871 году он опубликовал статьи «Путешествие в Квинсленд в поисках окаменелостей» и «Экономический потенциал культивирования апельсинов и других цитрусовых в Австралии».
Уже при жизни научные заслуги Беннетта были широко признаны. В старости он был вице-президентом Австралийского зоологического общества и членом правления Австралийского музея. В 1890 году Королевское общество Нового Южного Уэльса наградило Беннета медалью Кларка за ценный вклад в изучение флоры и фауны Австралии.
Доктор Беннетт был женат три раза. Его первая жена, Джулия Кэмерон (ок. 1820—1846), состояла с ним в браке с 1835 года, а затем совершила самоубийство по неизвестным причинам, оставив двух сыновей и троих дочерей. Второй женой была Шарлотта Эллиот (ок. 1817—1853), на которой доктор женился в том же 1846 году, и имел от этого брака одного сына. Наконец, с третьей женой, Сарой Джейн Эдкок, Беннетт обвенчался в 1854 году. Двое детей, рождённых от этого брака, скончались в младенчестве.
Джордж Беннетт прожил долгую жизнь и скончался в Сиднее в 1893 году. После него осталась богатая библиотека, состоявшая преимущественно из книг, посвящённых Австралии.